# Les Bas-fonds de Frisco
Pour plus de détails, voir Fiche technique et Distribution.
Les Bas-fonds de Frisco (Thieves' Highway) est un film américain réalisé par Jules Dassin, sorti en 1949.

## Synopsis
De retour chez lui après s'être embarqué comme mécanicien et avoir fait le tour du monde, Nick Garcos découvre que son père a perdu ses jambes dans un accident provoqué par un grossiste en fruits de San Francisco. Pour faire valoir ses droits, le jeune homme s'associe avec un routier pour convoyer des fruits et plonge ainsi dans les halles de Frisco : immigrés exploités, rythme de travail infernal, vie nocturne du marché, racket, corruption. Dans sa lutte contre le grossiste Mike Figlia, Nick trouvera une aide inattendue de la part d'une femme légère.

## Fiche technique
- Titre : Les Bas-fonds de Frisco
- Titre original : Thieves' Highway
- Réalisation : Jules Dassin
- Scénario : Albert Isaac Bezzerides d'après son roman Thieves' Market
- Production : Robert Bassler
- Musique : Alfred Newman
- Photographie : Norbert Brodine
- Montage : Nick de Maggio
- Effets spéciaux : Fred Sersen
- Décors : Thomas Little et Fred Roe
- Costumes : Kay Nelson
- Son : Alfred Bruzlin
- Pays d'origine : États-Unis
- Format : Noir et blanc
- Durée : 94 minutes
- Date de sortie : 1949

## Distribution
- Richard Conte : Nick Garcos
- Valentina Cortese : Rica
- Lee J. Cobb : Mike Figlia
- Barbara Lawrence : Polly Faber
- Millard Mitchell : Ed Kinney
- Jack Oakie : Slob
- Morris Carnovsky : Yanko Garcos
- Joseph Pevney : Pete
- Kasia Orzazewski: Mme Polansky, la femme du fermier
- Tamara Shayne : Parthena Garcos
- Norbert Shiller : M. Polansky, le fermier producteur de pommes
- Hope Emerson : Midge, une acheteuse

Acteur non crédités :
- Walter Baldwin : Riley, l'officier de police en patrouille
- Mario Siletti : Pietro

## Autour du film
Le scénariste Albert Isaac Bezzerides a adapté son propre roman Thieves' Market (Le Marché des Voleurs).
Le tournage s'est partiellement déroulé dans San Francisco même, donnant ainsi une vision quasi documentaire des halles. Il s'agit du dernier film de Jules Dassin sur le sol américain.